# 帕斯托尔·马加什
帕斯托尔·马加什（匈牙利語：Pásztor Mátyás，1987年2月20日—），匈牙利男子水球运动员。他曾代表匈牙利国家队参加2020年夏季奥林匹克运动会水球比赛，获得一枚铜牌。